# Corythaixoides personatus
El turaco enmascarado (Corythaixoides personatus) es una especie de ave Musophagiforme de la familia Musophagidae endémica de las sabanas y matorrales del centro y suroeste de Etiopía.

## Taxonomía
Esta estrechamente relacionado con el Turaco unicolor. Anteriormente esta especie incluía como subespecie al turaco carinegro (Corythaixoides leopoldi). Actualmente no se le reconocen subespecies. 

## Descripción
Mide aproximadamente 48 cm de longitud y pesa entre 210 y 300 g. Es muy parecido al turaco carinegro (Corythaixoides leopoldi) pero presenta algunas diferencias: tiene la cara marrón, laterales de la cabeza son gris claro, mancha más grande en verde oscuro en mitad del pecho, pecho gris rosáceo que ocupa totalmente en el vientre y las partes inferiores; y una cresta más larga. Presenta una cara en tonos pardos con ojos y pico negros. La cresta, alas, espalda y cola son de un tono gris pálido; el cuello y el pecho son de un blanco sucio y las partes inferiores del cuerpo de un blanco rosado. No existe dimorfismo sexual.

## Distribución y hábitat

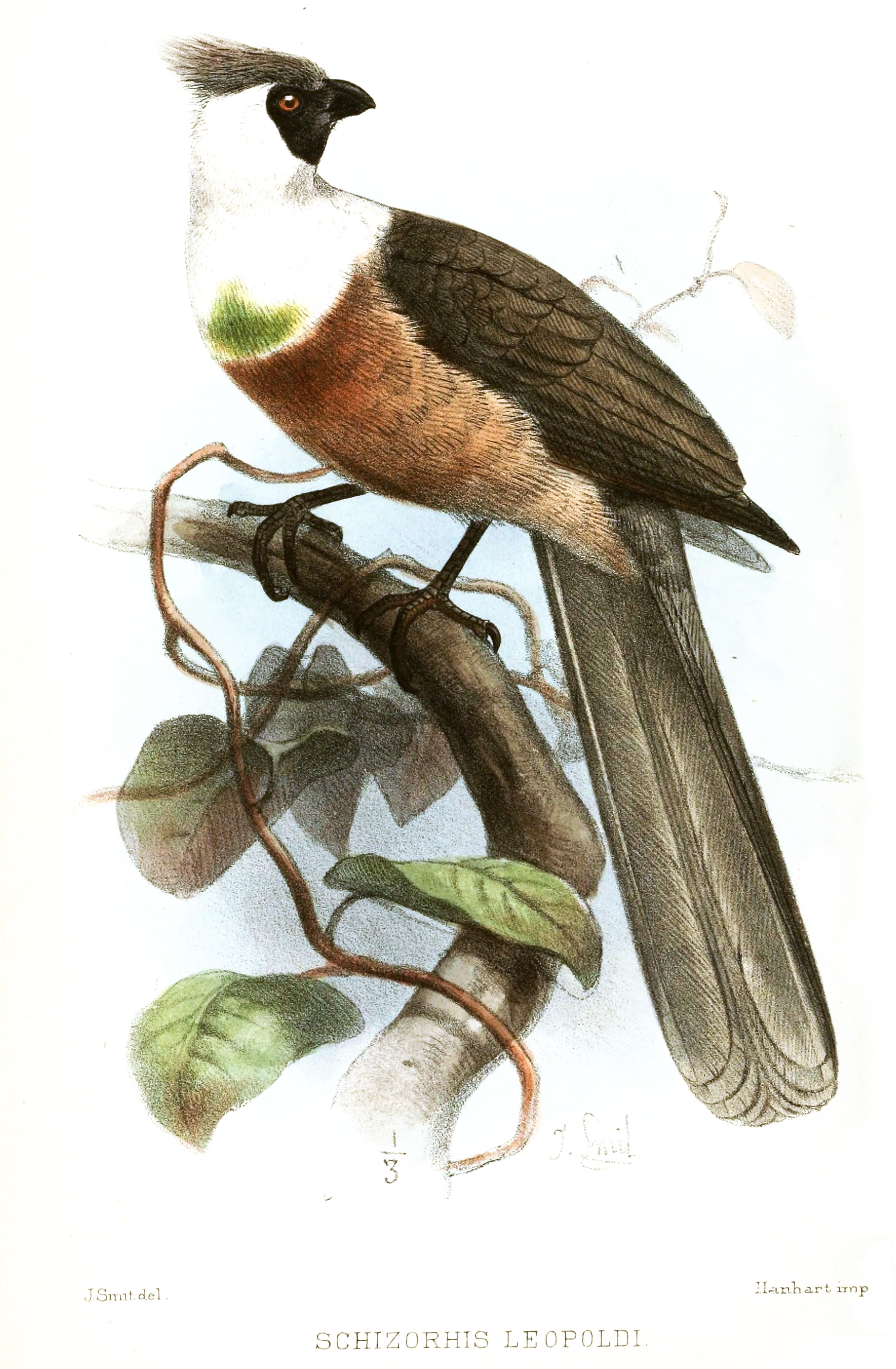

Se encuentra en el Gran valle del Rift (Etiopía) en el centro y suroeste de este país.
Habita bosques abiertos, sabanas arboladas, y monte bajo cercano a corrientes de agua; siempre hasta 2.000 m de altitud.

## Comportamiento
Es un animal diurno y bastante territorial que vive en parejas y que llegará a congregarse en grupos moderadamente grandes si la comida es abundante. Al contrario que otras especies de turacos, son buenos voladores pudiendo cubrir grandes distancias, en cambio, son menos ágiles corriendo y saltando por las ramas. A pesar de ser arbóreos pasan bastante tiempo en el suelo cazando insectos y bebiendo.
Su dieta no está documentada corractamente, pero se cree que al igual que la especie hermana (Corythaixoides leopoldi) no depende tanto de la fruta, y también come brotes de acacia, hojas, flores e insectos, especialmente termitas.
Se desconoce la época en la que ocurre la reproducción. Al igual que otros turacos, construye un nido poco firme de ramitas y materia vegetal en la copa de árboles altos aislados, generalmente acacias. La nidada consta de 2 o 3 huevos que son incubados por ambos padres durante cerca de 28 días. Los polluelos nacen en avanzado estado con los ojos ya abiertos y son alimentados mediante regurgitación por ambos padres. A las dos o tres semanas ya salen del nido para explorar y en una o dos semanas más ya abandonan el nido definitivamente, aunque seguirán dependiendo de sus padres.

## Conservación
Está clasificada por la UICN como preocupación menor debido a la amplitud del rango y a que la población parece estar estable. Las principales amenazadas a las que se enfrenta están derivadas de la expansión humana y el comercio de especies exóticas.